# 魯道夫·哈格雷夫
魯道夫·哈格雷夫（英語：Rudolph Hargrave，1925年2月15日—2014年4月1日）是一名奧克拉荷馬州最高法院法官。
早年求学于奧克拉荷馬大学法学博士学位，后从事司法工作。1978年10月，被奧克拉荷馬州長大卫·L·博伦任命为奧克拉荷馬州最高法院法官，之后在1989年、1986年、1992年连选。2014年4月1日去世。